# 马敏卿墓
马敏卿墓，位于中国广东省江门市江海区外海街道牛山。
马敏卿墓始立于元代。清代，马天保父子二人（马敏卿是清朝嘉庆年间武进士马天保的六世祖。马天保三子马玉麟为道光年间进士。）重修了马敏卿墓。
2004年，列入江海区文物保护单位。